# Strandtorp

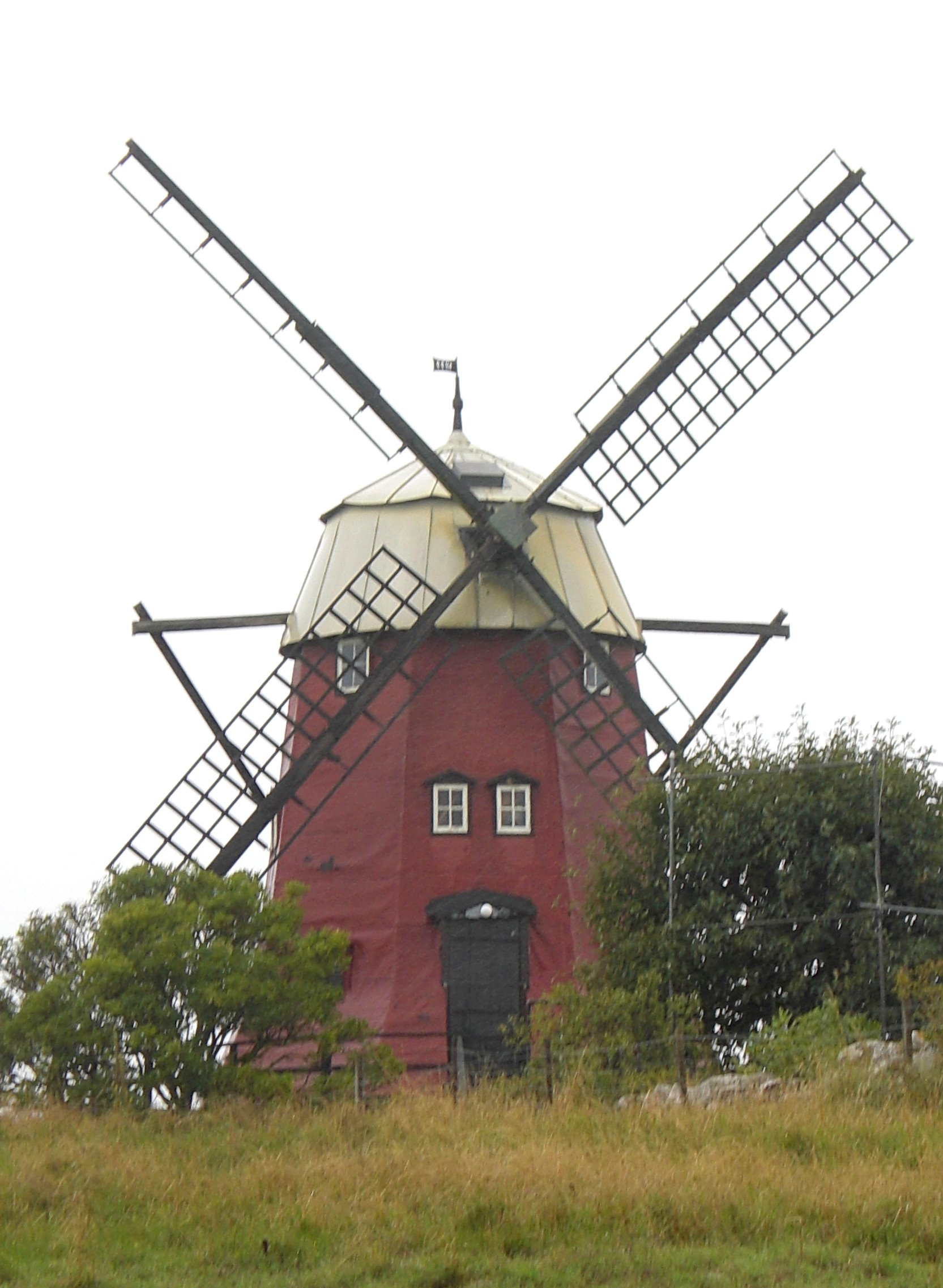
Mühle von Strandtorp

Strandtorp ist ein zur Gemeinde Borgholm gehörendes Dorf auf der schwedischen Ostseeinsel Öland.
Die Siedlung liegt an der Westküste der Insel zum Kalmarsund hin. An der Ostseite des Dorfs führt die Landstraße 136 von Färjestaden zum etwas nördlich gelegenen Borgholm vorbei. Östlich von Strandtorp liegt die karge Landschaft eines Alvars. Im Dorf leben weniger als 50 Einwohner (Stand 2005).
Für öländische Verhältnisse ist Strandtorp ein verhältnismäßig junges Dorf. Die Erschließung des Landes und der Bau des Dorfes begannen erst im Jahre 1757.
Wahrzeichen des Dorfs ist die am östlichen Zugang zum Dorf befindliche Mühle von Strandtorp. Südlich der Mühle befindet sich das prähistorische Gräberfeld von Strandtorp.
Koordinaten: 56° 50′ N, 16° 37′ O